# Saint-Jean-Pla-de-Corts
Pour les articles homonymes, voir Saint-Jean.
Saint-Jean-Pla-de-Corts [sɛ̃ ʒɑ̃ pla də kɔʁ]  est une commune française, située dans le sud-est du département des Pyrénées-Orientales en région Occitanie. Ses habitants sont appelés les Saint-Jeannais. Sur le plan historique et culturel, la commune est dans le Vallespir, ancienne vicomté (englobée au Moyen Âge dans la vicomté de Castelnou), rattachée à la France par le traité des Pyrénées (1659) et correspondant approximativement à la vallée du Tech, de sa source jusqu'à Céret.
Exposée à un climat océanique altéré, elle est drainée par le Tech, la Valmagne, la rivière des Aigues, la rivière de Viviès et par deux autres cours d'eau. La commune possède un patrimoine naturel remarquable : un site Natura 2000 (« le Tech ») et deux zones naturelles d'intérêt écologique, faunistique et floristique.
Saint-Jean-Pla-de-Corts est une commune rurale qui compte 2 283 habitants en 2022, après avoir connu une forte hausse de la population depuis 1962. Elle est dans l'unité urbaine de Céret et fait partie de l'aire d'attraction de Perpignan. Ses habitants sont appelés les Saint-Jeannais ou  Saint-Jeannaises.

## Géographie

### Localisation
La commune de Saint-Jean-Pla-de-Corts se trouve dans le département des Pyrénées-Orientales, en région Occitanie.
Elle se situe à 22 km à vol d'oiseau de Perpignan, préfecture du département, et à 4 km de Céret, sous-préfecture.
Les communes les plus proches sont : 
Maureillas-las-Illas (2,8 km), Vivès (3,0 km), Le Boulou (3,4 km), Céret (4,2 km), Les Cluses (4,7 km), Llauro (5,8 km), Tordères (6,3 km), Tresserre (6,6 km).
Sur le plan historique et culturel, Saint-Jean-Pla-de-Corts fait partie du Vallespir, ancienne vicomté (englobée au Moyen Âge dans la vicomté de Castelnou), rattachée à la France par le traité des Pyrénées (1659) et correspondant approximativement à la vallée du Tech, de sa source jusqu'à Céret.

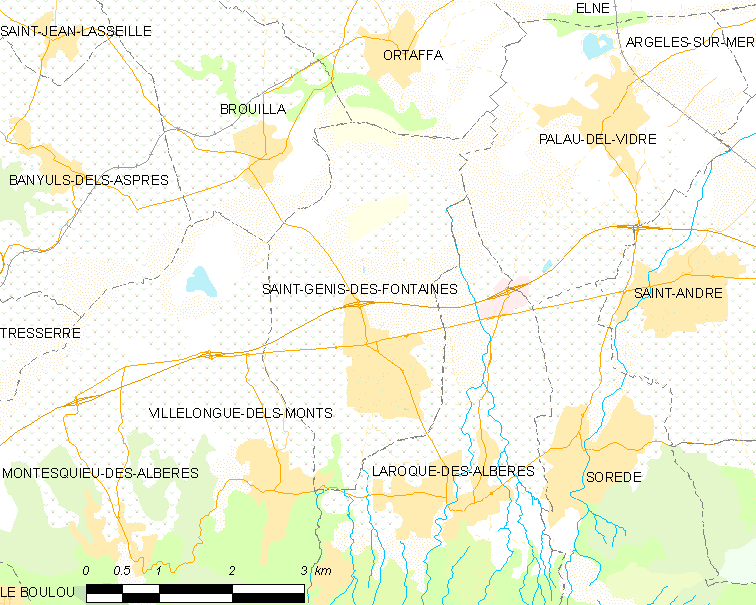
Situation de la commune.

|       | Passa                   |           |
| Vivès | Saint-Jean-Pla-de-Corts | Le Boulou |
| Céret | Maureillas-las-Illas    |           |

### Géologie et relief
La commune est classée en zone de sismicité 3, correspondant à une sismicité modérée.

### Hydrographie
Le Tech traverse la commune de l'ouest vers l'est.

### Climat
Pour des articles plus généraux, voir Climat de l'Occitanie et Climat des Pyrénées-Orientales.
En 2010, le climat de la commune est de type climat du Bassin du Sud-Ouest, selon une étude du CNRS s'appuyant sur une série de données couvrant la période 1971-2000. En 2020, Météo-France publie une typologie des climats de la France métropolitaine dans laquelle la commune est exposée à un climat méditerranéen et est dans une zone de transition entre les régions climatiques « Pyrénées orientales » et « Provence, Languedoc-Roussillon ».
Pour la période 1971-2000, la température annuelle moyenne est de 14,8 °C, avec une amplitude thermique annuelle de 15,4 °C. Le cumul annuel moyen de précipitations est de 796 mm, avec 5,8 jours de précipitations en janvier et 3,8 jours en juillet. Pour la période 1991-2020, la température moyenne annuelle observée sur la station météorologique la plus proche, située sur la commune de Vivès à 3 km à vol d'oiseau, est de 15,8 °C et le cumul annuel moyen de précipitations est de 669,2 mm,. Pour l'avenir, les paramètres climatiques de la commune estimés pour 2050 selon différents scénarios d’émission de gaz à effet de serre sont consultables sur un site dédié publié par Météo-France en novembre 2022.

### Milieux naturels et biodiversité

#### Réseau Natura 2000

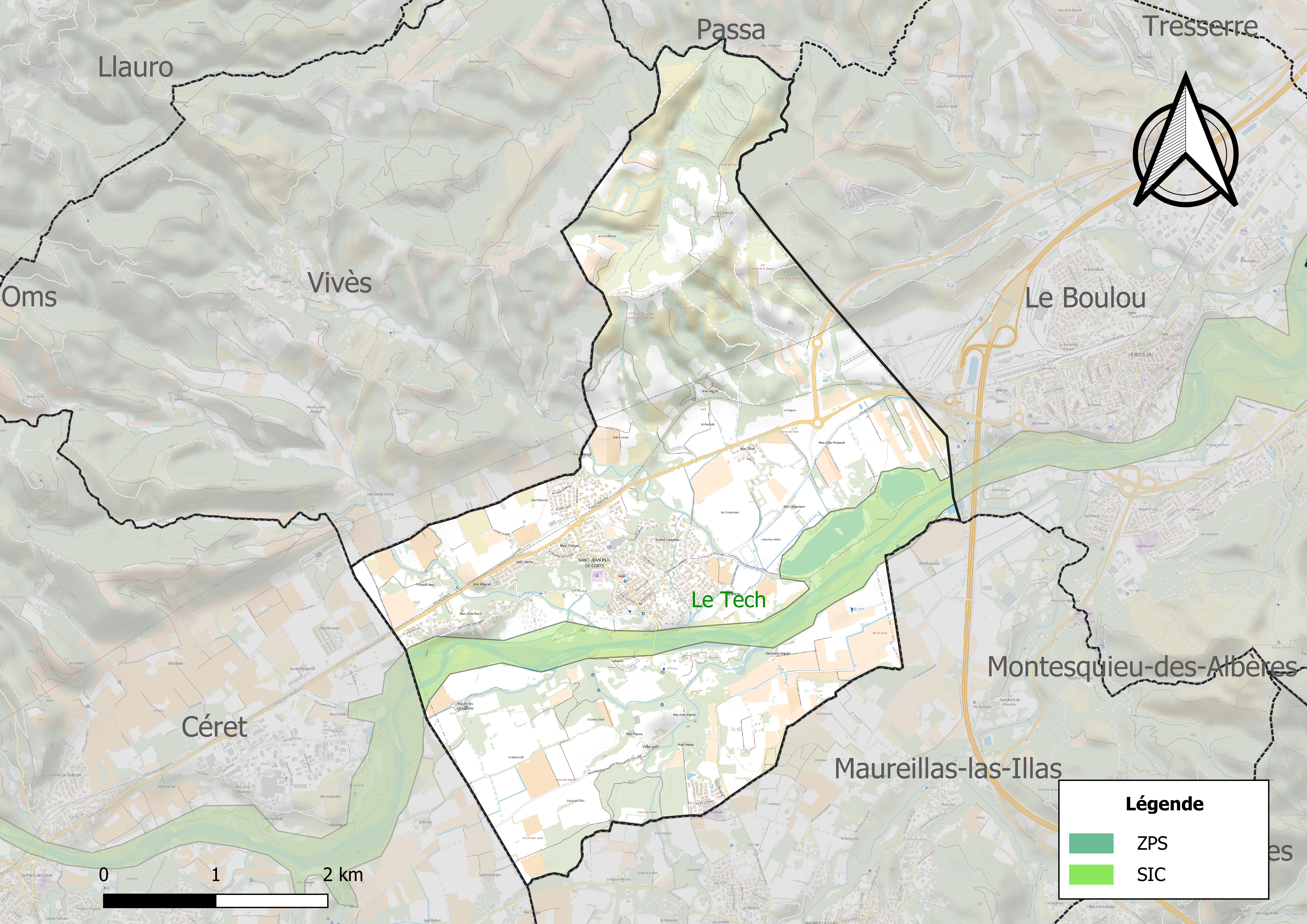
Site Natura 2000 sur le territoire communal.

Le réseau Natura 2000 est un réseau écologique européen de sites naturels d'intérêt écologique élaboré à partir des directives habitats et oiseaux, constitué de zones spéciales de conservation (ZSC) et de zones de protection spéciale (ZPS).
Un site Natura 2000 a été défini sur la commune au titre de la directive habitats : « le Tech », d'une superficie de 1 467 ha, hébergeant le Barbeau méridional qui présente une très grande variabilité génétique dans tout le bassin versant du Tech. Le haut du bassin est en outre colonisé par le Desman des Pyrénées.

#### Zones naturelles d'intérêt écologique, faunistique et floristique
L’inventaire des zones naturelles d'intérêt écologique, faunistique et floristique (ZNIEFF) a pour objectif de réaliser une couverture des zones les plus intéressantes sur le plan écologique, essentiellement dans la perspective d’améliorer la connaissance du patrimoine naturel national et de fournir aux différents décideurs un outil d’aide à la prise en compte de l’environnement dans l’aménagement du territoire.
Une ZNIEFF de type 1 est recensée sur la commune :
la « vallée du Tech de Céret à Ortaffa » (611 ha), couvrant 10 communes du département et une ZNIEFF de type 2, : 
la « rivière le Tech » (933 ha), couvrant 14 communes du département.

Carte des ZNIEFF de type 1 et 2 à Saint-Jean-Pla-de-Corts.
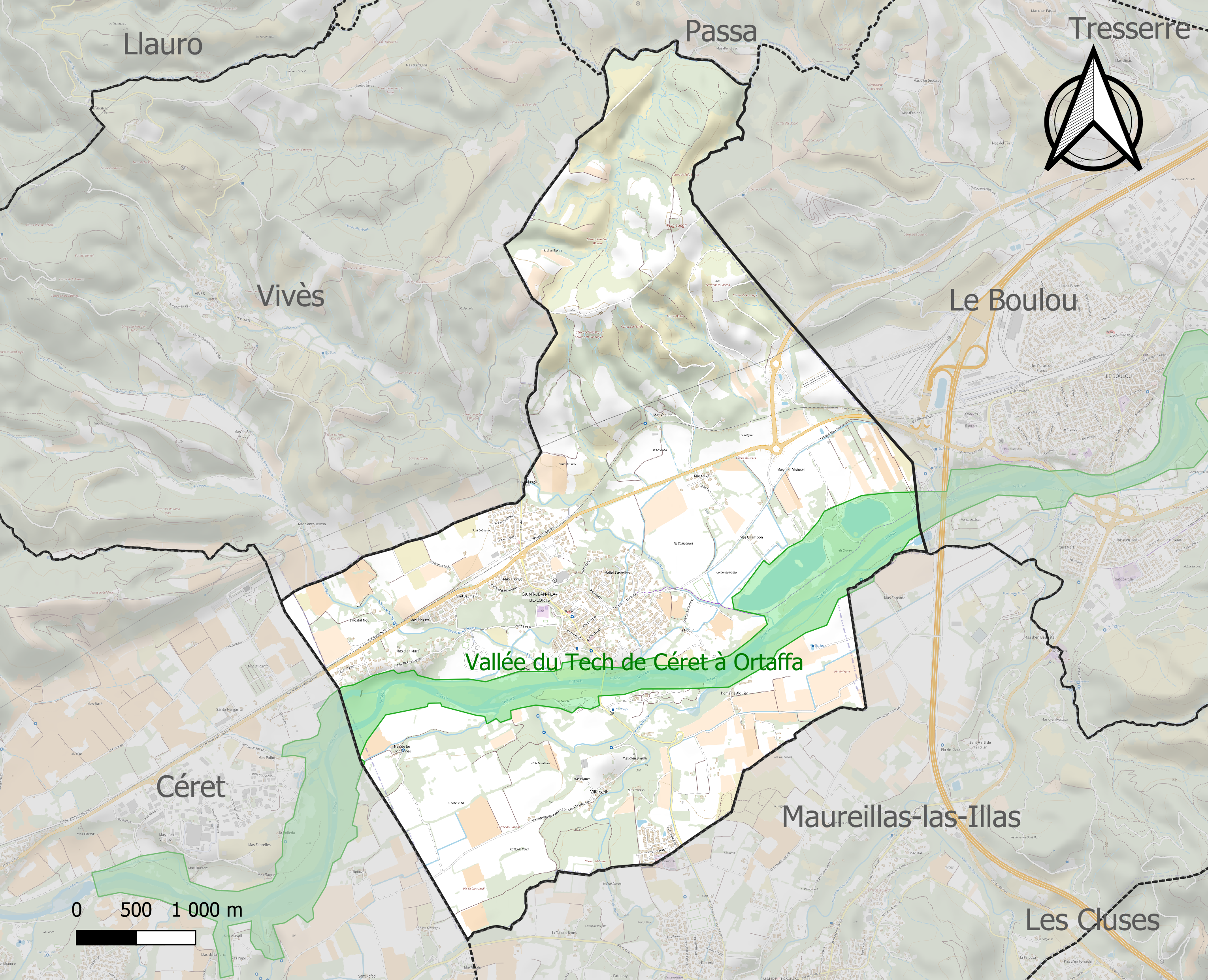
Carte de la ZNIEFF de type 1 sur la commune.
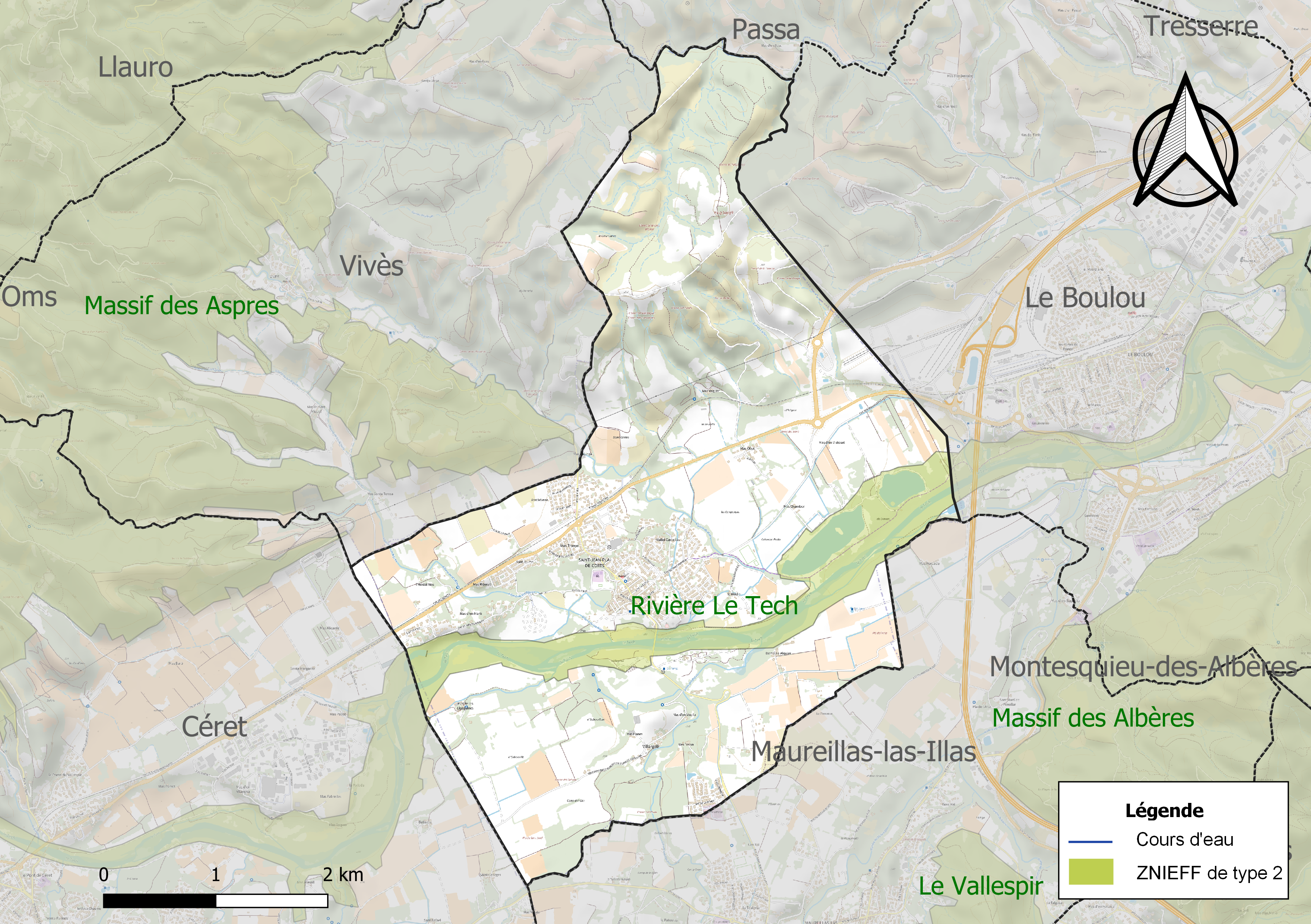
Carte de la ZNIEFF de type 2 sur la commune.

## Urbanisme

### Typologie
Au 1er janvier 2024, Saint-Jean-Pla-de-Corts est catégorisée commune rurale à habitat dispersé, selon la nouvelle grille communale de densité à sept niveaux définie par l'Insee en 2022.
Elle appartient à l'unité urbaine de Céret, une agglomération intra-départementale regroupant quatre  communes, dont elle est une commune de la banlieue,,. Par ailleurs la commune fait partie de l'aire d'attraction de Perpignan, dont elle est une commune de la couronne,. Cette aire, qui regroupe 118 communes, est catégorisée dans les aires de 200 000 à moins de 700 000 habitants,.

### Occupation des sols
L'occupation des sols de la commune, telle qu'elle ressort de la base de données européenne d’occupation biophysique des sols Corine Land Cover (CLC), est marquée par l'importance des territoires agricoles (70,7 % en 2018), en diminution par rapport à 1990 (75 %). La répartition détaillée en 2018 est la suivante : 
cultures permanentes (36,2 %), zones agricoles hétérogènes (34,5 %), milieux à végétation arbustive et/ou herbacée (11,4 %), zones urbanisées (7,5 %), espaces verts artificialisés, non agricoles (5,3 %), mines, décharges et chantiers (2,6 %), forêts (1,5 %), zones industrielles ou commerciales et réseaux de communication (1,1 %). L'évolution de l’occupation des sols de la commune et de ses infrastructures peut être observée sur les différentes représentations cartographiques du territoire : la carte de Cassini (XVIIIe siècle), la carte d'état-major (1820-1866) et les cartes ou photos aériennes de l'IGN pour la période actuelle (1950 à aujourd'hui).

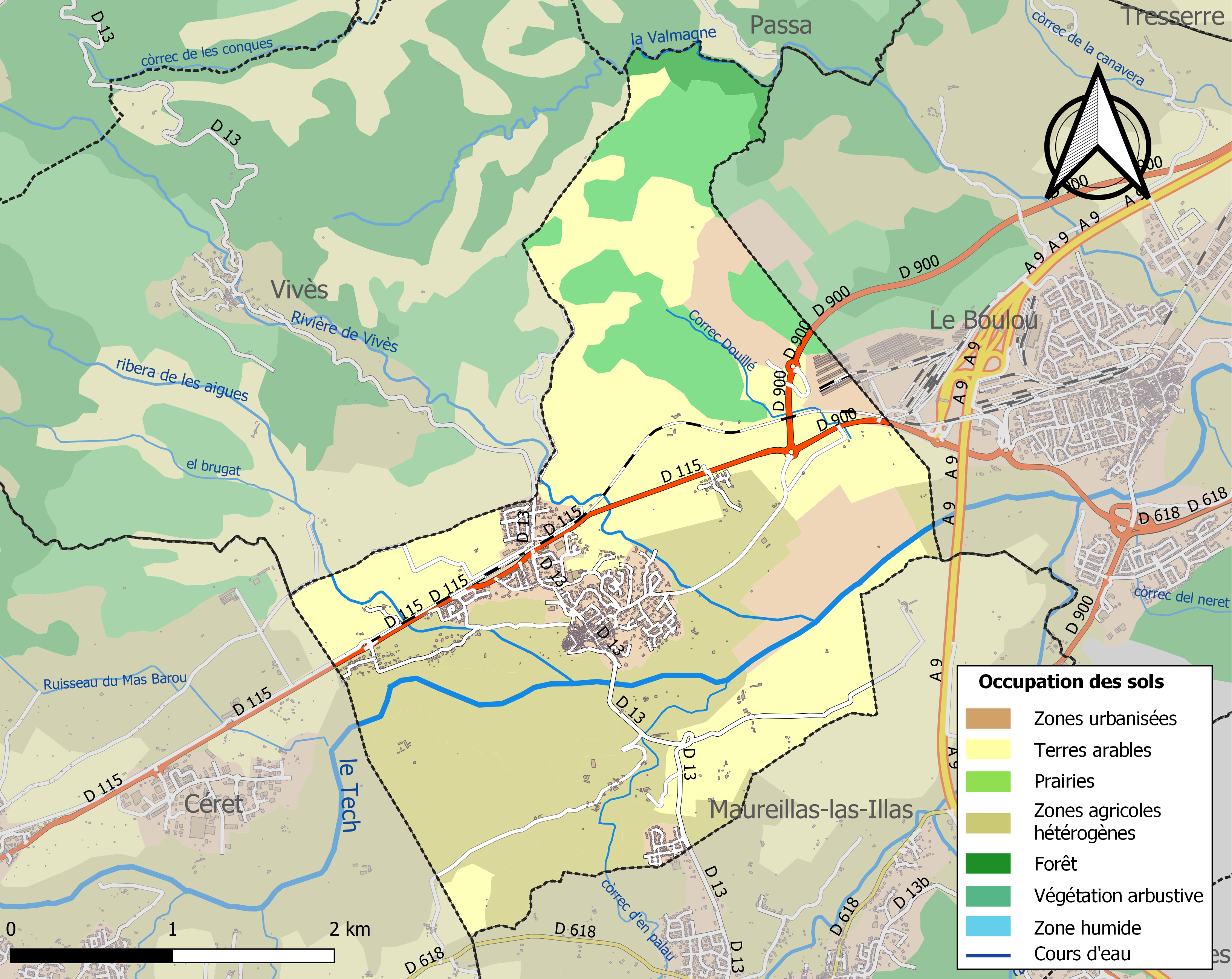
Carte des infrastructures et de l'occupation des sols de la commune en 2018 (CLC).

### Voies de communication et transports

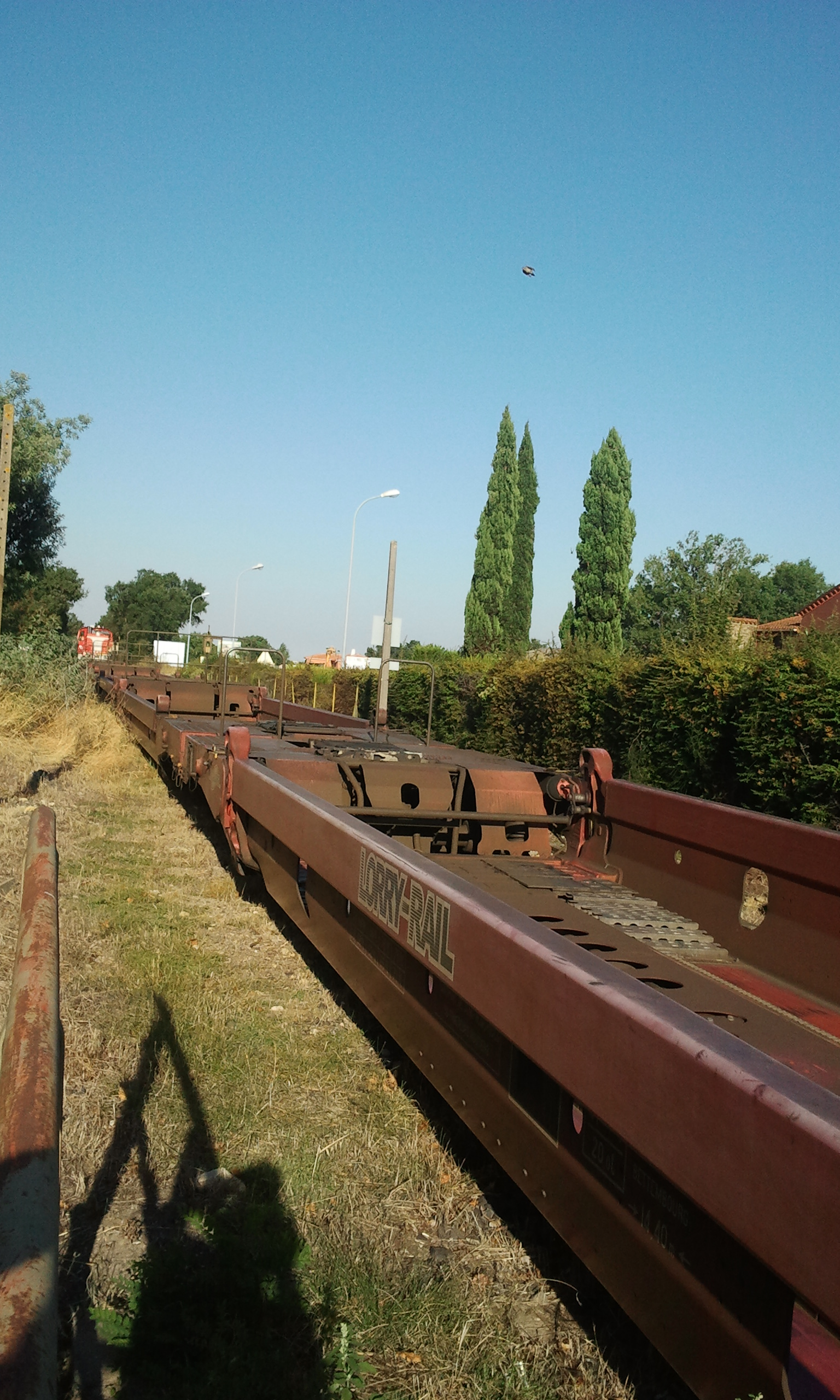
Passage de train de fret à Saint-Jean-Pla-de-Corts (2013)

#### Voies routières
- La D 115 traverse la commune d'est en ouest en provenance du Boulou et en direction de Céret.

#### Voies ferroviaires
- Transport de fret sur l'ancienne ligne d'Elne à Arles-sur-Tech. Le terminus officiel en provenance d'Elne est aujourd'hui Le Boulou et le tronçon Le Boulou-Saint-Jean-Pla-de-Corts est désormais transféré en voie de service ; il arrive donc qu'il reçoive des trains.

#### Transports
La commune est desservie par les services de transport régional par autocar dénommés liO (lignes régulières et scolaires) :
- ligne 530 reliant Perpignan à Arles-sur-Tech ;
- lignes scolaires vers les établissements secondaires de Céret, Perpignan, Villelongue-dels-Monts.

Ces relations sont assurées par la Régie départementale de transports RDT66 et les Autocars Vaills Asperi, ces derniers installés sur le site de l'ancienne gare de la commune.

### Risques majeurs
Le territoire de la commune de Saint-Jean-Pla-de-Corts est vulnérable à différents aléas naturels : inondations, climatiques (grand froid ou canicule), feux de forêts, mouvements de terrains et séisme (sismicité modérée). Il est également exposé à un risque technologique, le transport de matières dangereuses, et à un risque particulier, le risque radon,.

#### Risques naturels
Certaines parties du territoire communal sont susceptibles d’être affectées par le risque d’inondation par crue torrentielle de cours d'eau du bassin du Tech.
Les mouvements de terrains susceptibles de se produire sur la commune sont soit des mouvements liés au retrait-gonflement des argiles, soit des glissements de terrains. Une cartographie nationale de l'aléa retrait-gonflement des argiles permet de connaître les sols argileux ou marneux susceptibles vis-à-vis de ce phénomène.
Ces risques naturels sont pris en compte dans l'aménagement du territoire de la commune par le biais d'un plan de prévention des risques inondations et mouvements de terrains.

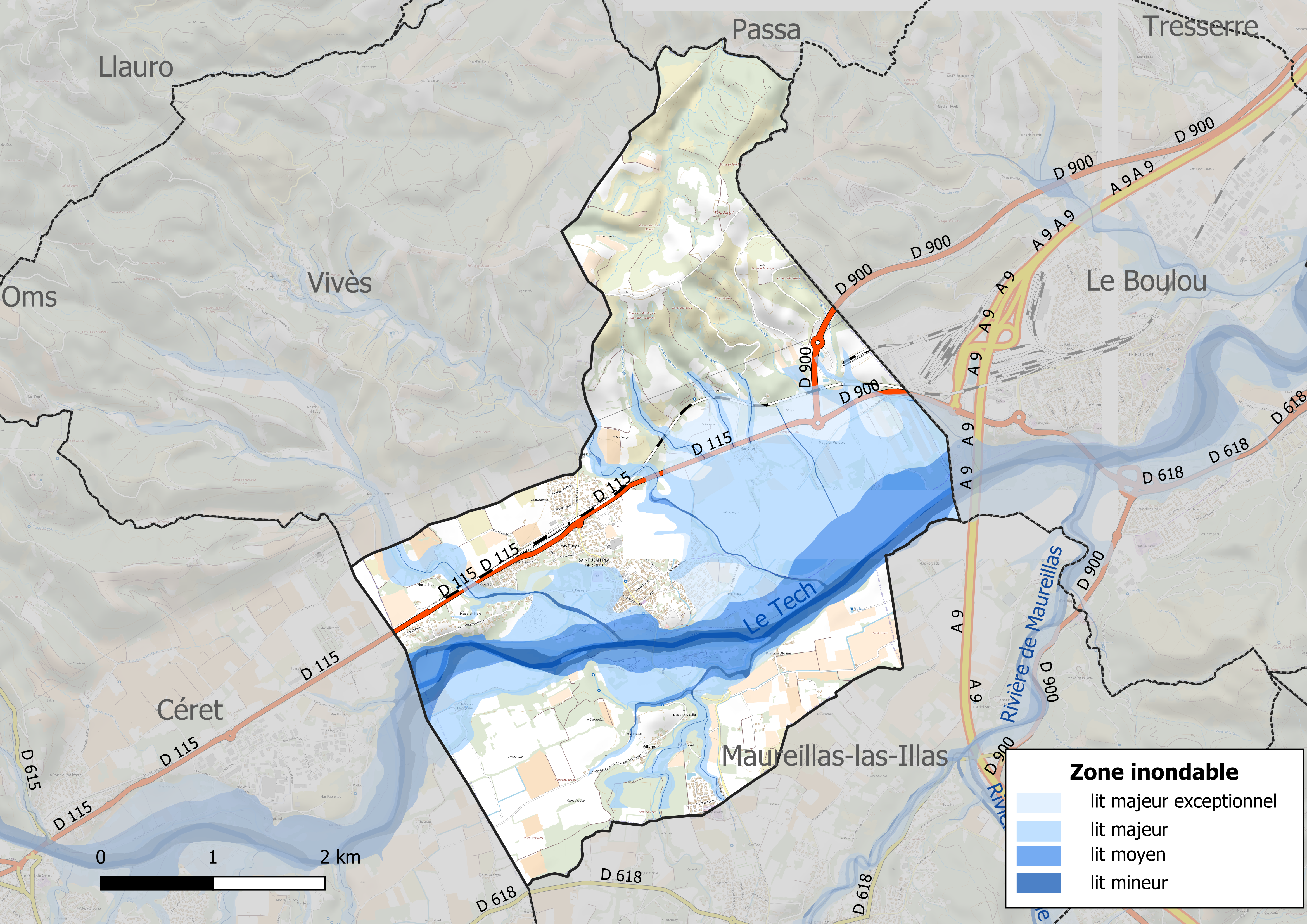
Carte des zones inondables.
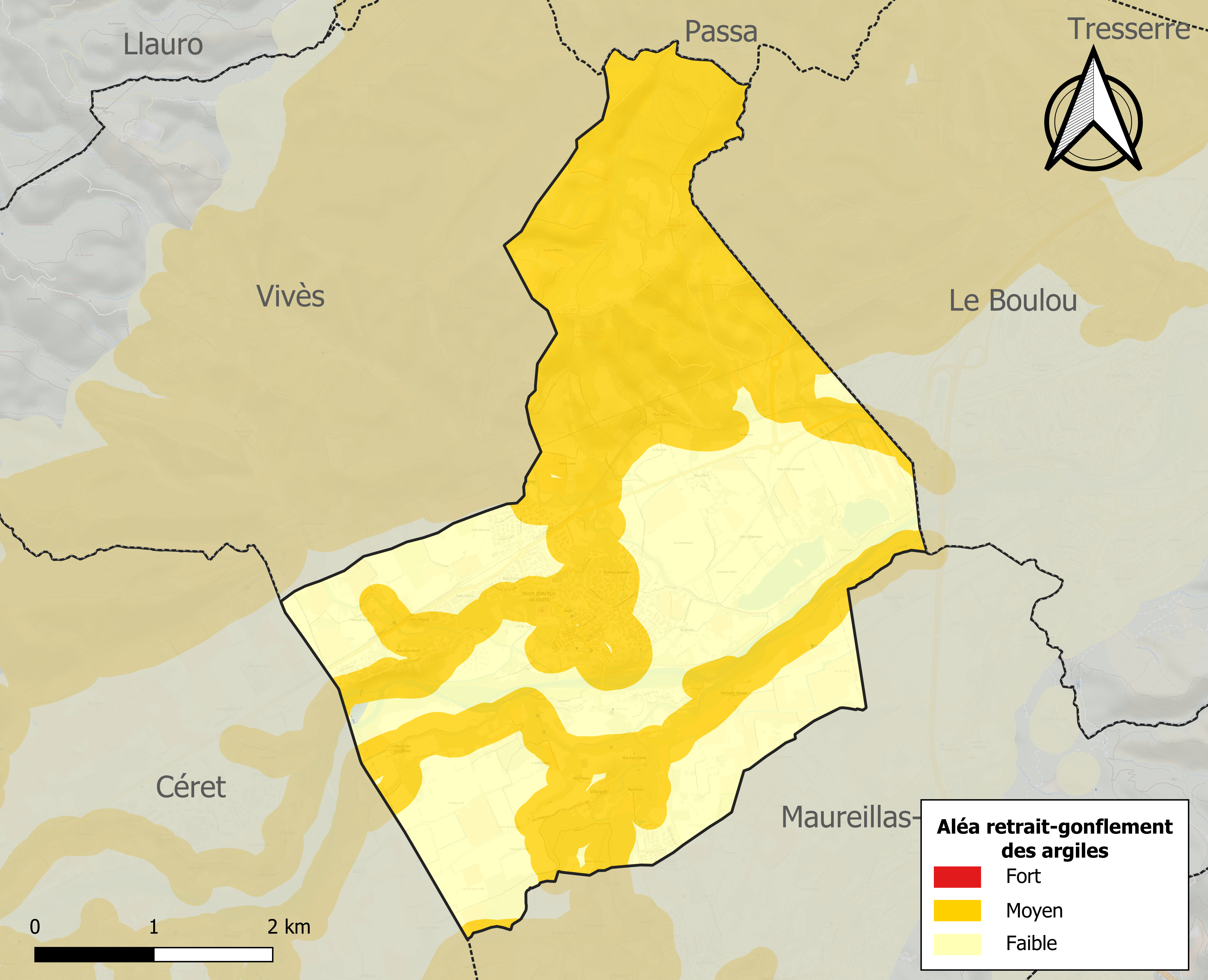
Carte des zones d'aléa retrait-gonflement des argiles.

#### Risques technologiques
Le risque de transport de matières dangereuses sur la commune est lié à sa traversée par une canalisation de transport de gaz. Un accident se produisant sur une telle infrastructure est en effet susceptible d’avoir des effets graves au bâti ou aux personnes jusqu’à 350 m, selon la nature du matériau transporté. Des dispositions d’urbanisme peuvent être préconisées en conséquence.

#### Risque particulier
Dans plusieurs parties du territoire national, le radon, accumulé dans certains logements ou autres locaux, peut constituer une source significative d’exposition de la population aux rayonnements ionisants. Toutes les communes du département sont concernées par le risque radon à un niveau plus ou moins élevé. Selon la classification de 2018, la commune de Saint-Jean-Pla-de-Corts est classée en zone 2, à savoir zone à potentiel radon faible mais sur lesquelles des facteurs géologiques particuliers peuvent faciliter le transfert du radon vers les bâtiments.

## Toponymie
Formes du nom
Le nom apparaît au Xe siècle sous la forme S. Johannes de Plano de Corts. On rencontre ensuite aux XIe et XIIe siècles les formes S. Johannis de Palatio et S. Johannis de Plano de Curtis, au XIVe siècle Sent Johan de Plan de Corts et Sent Johan de Corts, aux XVIIe et XVIIIe siècles Sant Juan de Pla de Cors et Sant Joan de Pagès.
En 1793, on rencontre le nom écrit sous la forme de Saint Jean Pla de Corps. En 1801, on trouve la graphie actuelle.
De nos jours, en catalan, les formes possibles du nom de la commune sont Sant Joan Pla de Corts ou  Sant Joan de Pladecorts.
Étymologie
Le nom fait référence aux Corts, un lieu-dit situé sur une colline entre les rivières d'Aigues-Peire et de Vivès et le Tech. Ce nom désigne en catalan des enclos ou des bergeries, preuve qu'on y pratiquait l'élevage. Au sud de cette colline se trouve une terrasse qui surplombe la vallée du Tech, que l'on appelle le Pla de Corts. Avec la construction au Xe siècle d'un petit château et d'une chapelle dédiée à saint Jean-Baptiste, le village naissant prend logiquement le nom de Saint Jean de Pla de Corts. Après que la seigneurie soit revenue à la famille Pagès de Copons au XVIe siècle, le nom est un temps devenu Sant Joan de Pagès, avant de retrouver sa forme d'origine à la Révolution française, après que la famille Pagès ait émigré. Entre-temps, le nom avait également été francisé, le territoire étant devenu français depuis le Traité des Pyrénées de 1659.

## Histoire
Au Moyen Âge étaient exploitées des mines d'or et d'argent, mais leur localisation est aujourd'hui inconnue.[réf. nécessaire]
En 1188, un abbé obtient de Alphonse Ier d'Aragon l'autorisation de construire un château fortifié dans l'enceinte de la paroisse. de Sant Joan Pla de Corts. Celui-ci, après avoir accueilli une famille de Saint-Jean à la tête de la seigneurie, devient la résidence d'été des Rois de Majorque.

## Politique et administration

### Canton
La commune de Saint-Jean-Pla-de-Corts fait partie du canton de Céret depuis sa création en 1790. À compter des élections départementales de 2015, la commune est incluse dans le nouveau canton de Vallespir-Albères.

### Administration municipale
Le conseil municipal comprend, en plus du maire, cinq adjoints et treize conseillers municipaux.
| Budget         | Recettes  | Dépenses  |
| -------------- | --------- | --------- |
| Fonctionnement | 1 479 461 | 1 212 331 |
| Investissement | 387 350   | 342 704   |
| Total          | 1 866 811 | 1 555 035 |

### Liste des maires

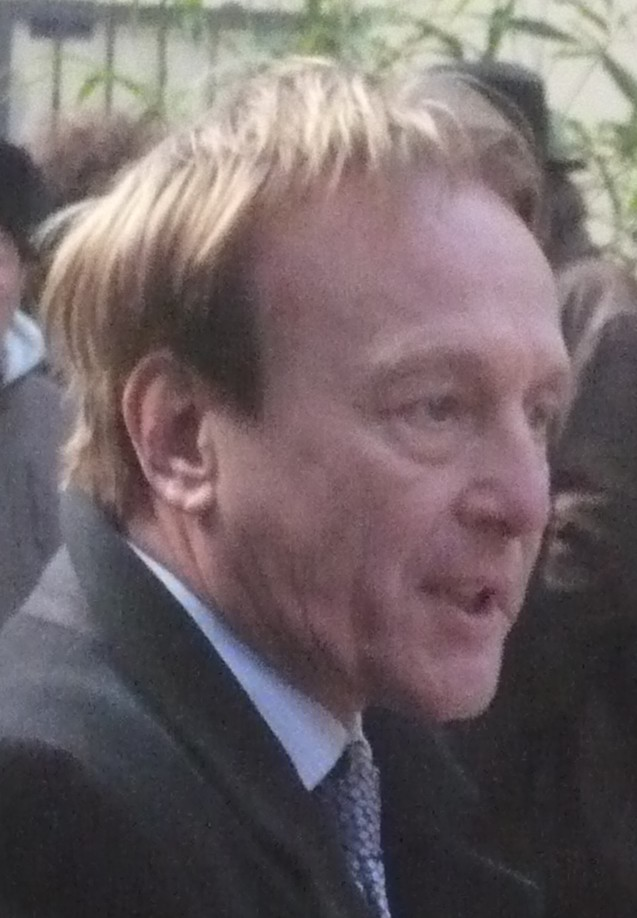
Le maire Robert Garrabé (2013)

| Période                                  | Période   | Identité        | Étiquette | Qualité |
| ---------------------------------------- | --------- | --------------- | --------- | --- |
| 1944                                     | 1953      | Michel Grau     |           | |
| 1953                                     | 1961      | Lucien Larripa  |           | |
| 1961                                     | mars 1989 | Jean Patot      |           | |
| mars 1989                                | En cours  | Robert Garrabé, | PS        | Inspecteur principal des finances retraité Conseiller général du canton de Céret (2001 → 2015) Conseiller départemental du canton de Vallespir-Albères (2015 → ) 7e vice-président du conseil départemental |
| Les données manquantes sont à compléter. |           |                 |           | |

## Population et société

### Démographie ancienne
La population est exprimée en nombre de feux (f) ou d'habitants (H).
| 1365 | 1378 | 1470 | 1515 | 1553 | 1709 | 1720 | 1730 | 1755 |
| ---- | ---- | ---- | ---- | ---- | ---- | ---- | ---- | ---- |
| 81 f | 66 f | 40 f | 33 f | 28 f | 65 f | 61 f | 65 f | 76 f |

| 1767  | 1774 | 1789 | - | - | - | - | - | - |
| ----- | ---- | ---- | - | - | - | - | - | - |
| 411 H | 65 f | 93 f | - | - | - | - | - | - |

### Démographie contemporaine
L'évolution du nombre d'habitants est connue à travers les recensements de la population effectués dans la commune depuis 1793. Pour les communes de moins de 10 000 habitants, une enquête de recensement portant sur toute la population est réalisée tous les cinq ans, les populations de référence des années intermédiaires étant quant à elles estimées par interpolation ou extrapolation. Pour la commune, le premier recensement exhaustif entrant dans le cadre du nouveau dispositif a été réalisé en 2008.

En 2022, la commune comptait 2 283 habitants, en évolution de +4,39 % par rapport à 2016 (Pyrénées-Orientales : +3,92 %, France hors Mayotte : +2,11 %).
| 1793 | 1800 | 1806 | 1821 | 1831 | 1836 | 1841 | 1846 | 1851 |
| ---- | ---- | ---- | ---- | ---- | ---- | ---- | ---- | ---- |
| 301  | 406  | 468  | 496  | 502  | 547  | 524  | 521  | 532  |

| 1856 | 1861 | 1866 | 1872 | 1876 | 1881 | 1886 | 1891 | 1896 |
| ---- | ---- | ---- | ---- | ---- | ---- | ---- | ---- | ---- |
| 536  | 534  | 551  | 544  | 557  | 554  | 561  | 622  | 639  |

| 1901 | 1906 | 1911 | 1921 | 1926 | 1931 | 1936 | 1946 | 1954 |
| ---- | ---- | ---- | ---- | ---- | ---- | ---- | ---- | ---- |
| 643  | 641  | 644  | 543  | 686  | 732  | 696  | 683  | 721  |

| 1962 | 1968 | 1975 | 1982  | 1990  | 1999  | 2006  | 2008  | 2013  |
| ---- | ---- | ---- | ----- | ----- | ----- | ----- | ----- | ----- |
| 722  | 743  | 906  | 1 040 | 1 456 | 1 775 | 1 938 | 1 992 | 2 055 |

| 2018  | 2022  | - | - | - | - | - | - | - |
| ----- | ----- | - | - | - | - | - | - | - |
| 2 248 | 2 283 | - | - | - | - | - | - | - |

| selon la population municipale des années : | 1968 | 1975 | 1982 | 1990 | 1999 | 2006 | 2009 | 2013 |
| Rang de la commune dans le département      | 68   | 63   | 53   | 59   | 54   | 53   | 53   | 53   |
| Nombre de communes du département           | 232  | 217  | 220  | 225  | 226  | 226  | 226  | 226  |

### Enseignement
Saint-Jean-Pla-de-Corts dispose d'une école maternelle (71 élèves en 2013) et d'une école élémentaire (126 élèves en 2013).

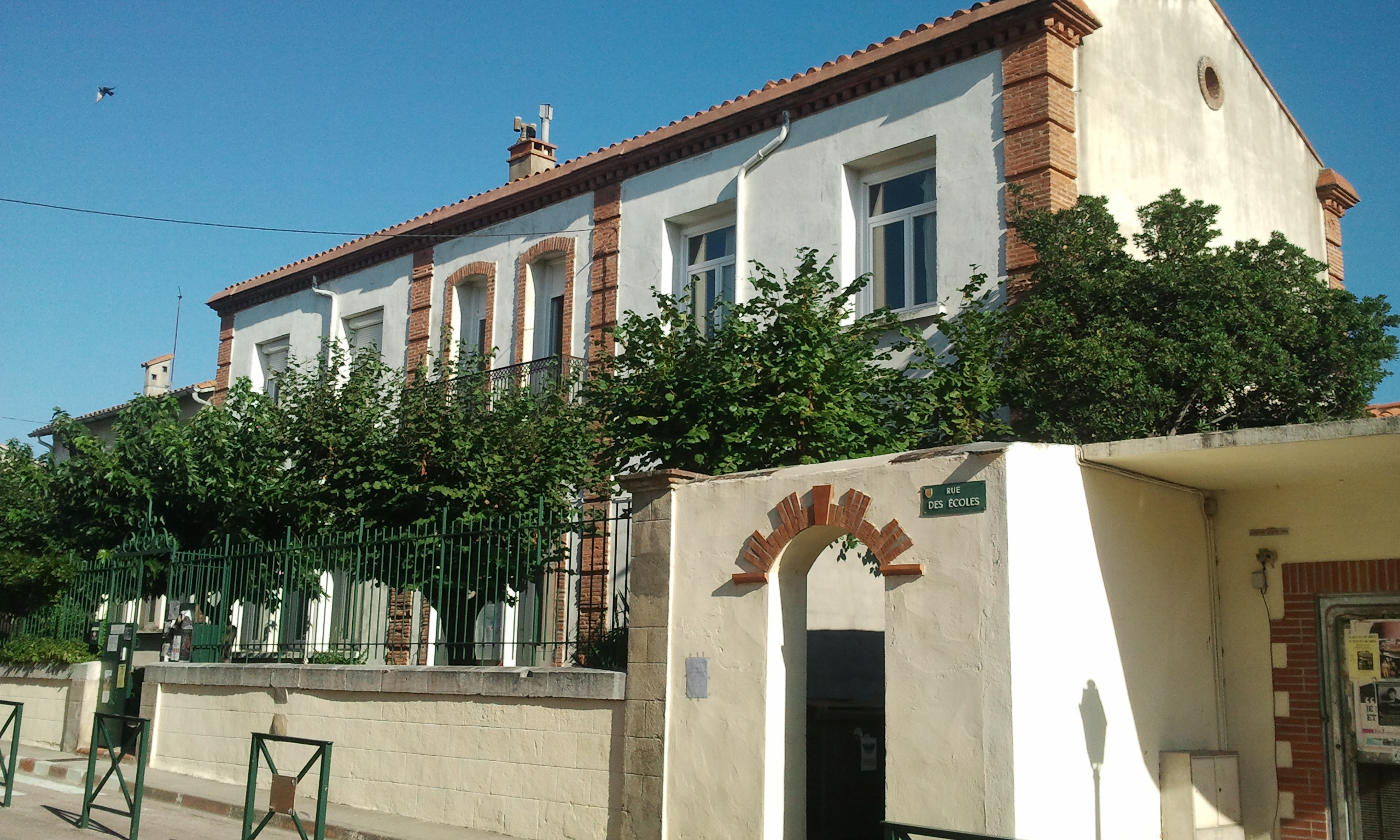
École élémentaire de Saint-Jean-Pla-de-Corts

### Manifestations culturelles et festivités
- Fête patronale : 20 et 21 janvier[46] ;
- Fête communale : 1er dimanche de septembre[46].

### Santé
Deux médecins généralistes sont présents sur la commune. La clinique la plus proche est celle de Céret.

### Sports
- La colla castellera des Angelets del Vallespir

## Économie

### Revenus
En 2018, la commune compte 1 004 ménages fiscaux, regroupant 2 315 personnes. La médiane du revenu disponible par unité de consommation est de 21 070 € (19 350 € dans le département). 49 % des ménages fiscaux sont imposés (42,1 % dans le département).

### Emploi
|                | 2008   | 2013   | 2018   |
| -------------- | ------ | ------ | ------ |
| Commune        | 8,1 %  | 10,2 % | 10,8 % |
| Département    | 10,3 % | 12,9 % | 13,3 % |
| France entière | 8,3 %  | 10 %   | 10 %   |

En 2018, la population âgée de 15 à 64 ans s'élève à 1 342 personnes, parmi lesquelles on compte 73 % d'actifs (62,2 % ayant un emploi et 10,8 % de chômeurs) et 27 % d'inactifs,. En  2018, le taux de chômage communal (au sens du recensement) des 15-64 ans est inférieur à celui du département, mais supérieur à celui de la France, alors qu'en 2008 il était inférieur à celui de la France.
La commune fait partie de la couronne de l'aire d'attraction de Perpignan, du fait qu'au moins 15 % des actifs travaillent dans le pôle,. Elle compte 337 emplois en 2018, contre 310 en 2013 et 250 en 2008. Le nombre d'actifs ayant un emploi résidant dans la commune est de 854, soit un indicateur de concentration d'emploi de 39,5 % et un taux d'activité parmi les 15 ans ou plus de 53,3 %.
Sur ces 854 actifs de 15 ans ou plus ayant un emploi, 150 travaillent dans la commune, soit 18 % des habitants. Pour se rendre au travail, 89,2 % des habitants utilisent un véhicule personnel ou de fonction à quatre roues, 2 % les transports en commun, 5 % s'y rendent en deux-roues, à vélo ou à pied et 3,7 % n'ont pas besoin de transport (travail au domicile).

### Activités hors agriculture

#### Secteurs d'activités
187 établissements sont implantés  à Saint-Jean-Pla-de-Corts au 31 décembre 2019. Le tableau ci-dessous en détaille le nombre par secteur d'activité et compare les ratios avec ceux du département,.
| Secteur d'activité                                                                                        | Commune | Commune | Département |
| Secteur d'activité                                                                                        | Nombre  | %       | %           |
| --- | ------- | ------- | ----------- |
| Ensemble                                                                                                  | 187     | 100 %   | (100 %)     |
| Industrie manufacturière, industries extractives et autres                                                | 21      | 11,2 %  | (8,7 %)     |
| Construction                                                                                              | 37      | 19,8 %  | (14,3 %)    |
| Commerce de gros et de détail, transports, hébergement et restauration                                    | 49      | 26,2 %  | (30,5 %)    |
| Information et communication                                                                              | 6       | 3,2 %   | (1,9 %)     |
| Activités financières et d'assurance                                                                      | 3       | 1,6 %   | (3 %)       |
| Activités immobilières                                                                                    | 3       | 1,6 %   | (6,2 %)     |
| Activités spécialisées, scientifiques et techniques et activités de services administratifs et de soutien | 18      | 9,6 %   | (13 %)      |
| Administration publique, enseignement, santé humaine et action sociale                                    | 33      | 17,6 %  | (13,9 %)    |
| Autres activités de services                                                                              | 17      | 9,1 %   | (8,5 %)     |

Le secteur du commerce de gros et de détail, des transports, de l'hébergement et de la restauration est prépondérant sur la commune puisqu'il représente 26,2 % du nombre total d'établissements de la commune (49 sur les 187 entreprises implantées  à Saint-Jean-Pla-de-Corts), contre 30,5 % au niveau départemental.

#### Entreprises et commerces
Les cinq entreprises ayant leur siège social sur le territoire communal qui génèrent le plus de chiffre d'affaires en 2020 sont : 
- Autocars Vaills Asperi, transports routiers réguliers de voyageurs (3 040 k€)
- SARL Delclos Et Fils, récupération de déchets triés (418 k€)
- Desperies SARL, terrains de camping et parcs pour caravanes ou véhicules de loisirs (396 k€)
- SCECI, ingénierie, études techniques (336 k€)
- Vaills Carrieres, extraction de pierres ornementales et de construction, de calcaire industriel, de gypse, de craie et d'ardoise (317 k€)

### Revenus de la population et fiscalité
En 2010, le revenu fiscal médian par ménage était de 28 253 €.

### Agriculture
La commune est dans la « plaine du Roussillon », une petite région agricole occupant la bande côtière et une grande partie centrale du département des Pyrénées-Orientales. En 2020, l'orientation technico-économique de l'agriculture  sur la commune est la viticulture.
|               | 1988 | 2000 | 2010 | 2020 |
| ------------- | ---- | ---- | ---- | ---- |
| Exploitations | 65   | 33   | 15   | 11   |
| SAU (ha)      | 542  | 387  | 290  | 485  |

Le nombre d'exploitations agricoles en activité et ayant leur siège dans la commune est passé de 65 lors du recensement agricole de 1988  à 33 en 2000 puis à 15 en 2010 et enfin à 11 en 2020, soit une baisse de 83 % en 32 ans. Le même mouvement est observé à l'échelle du département qui a perdu pendant cette période 73 % de ses exploitations,. La surface agricole utilisée sur la commune a également diminué, passant de 542 ha en 1988 à 485 ha en 2020. Parallèlement la surface agricole utilisée moyenne par exploitation a augmenté, passant de 8 à 44 ha.

## Culture locale et patrimoine

### Monuments et lieux touristiques
- L'église Saint-Jean de Saint-Jean-Pla-de-Corts est une église, en partie romane.
- Chapelle Saint-Sébastien de Saint-Jean-Pla-de-Corts, construite au XVIIIe siècle et remaniée au XIXe siècle.
- Le château et son église.
- Église du château de Saint-Jean-Pla-de-Corts.

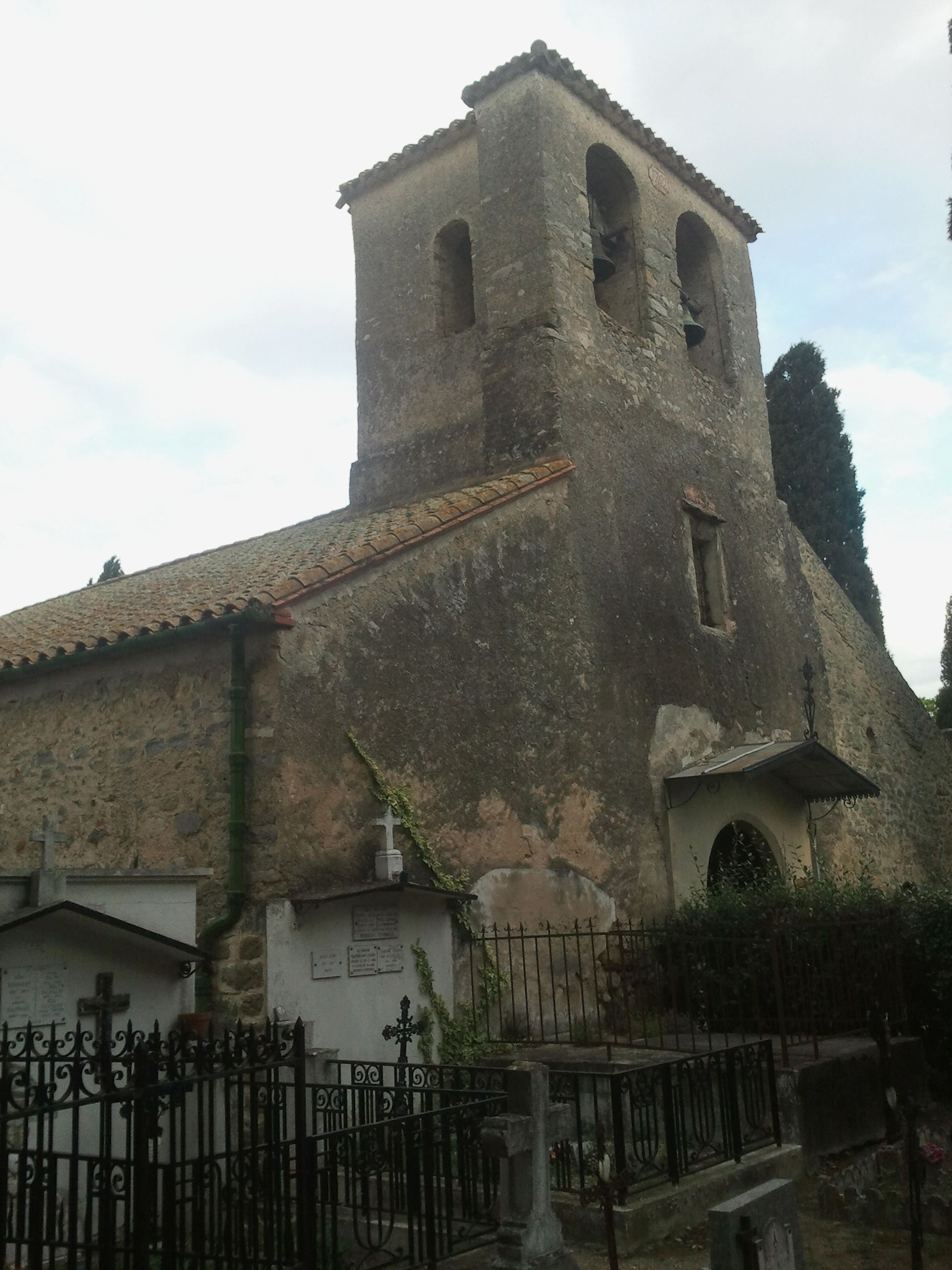
Église Saint-Jean de Saint-Jean-Pla-de-Corts
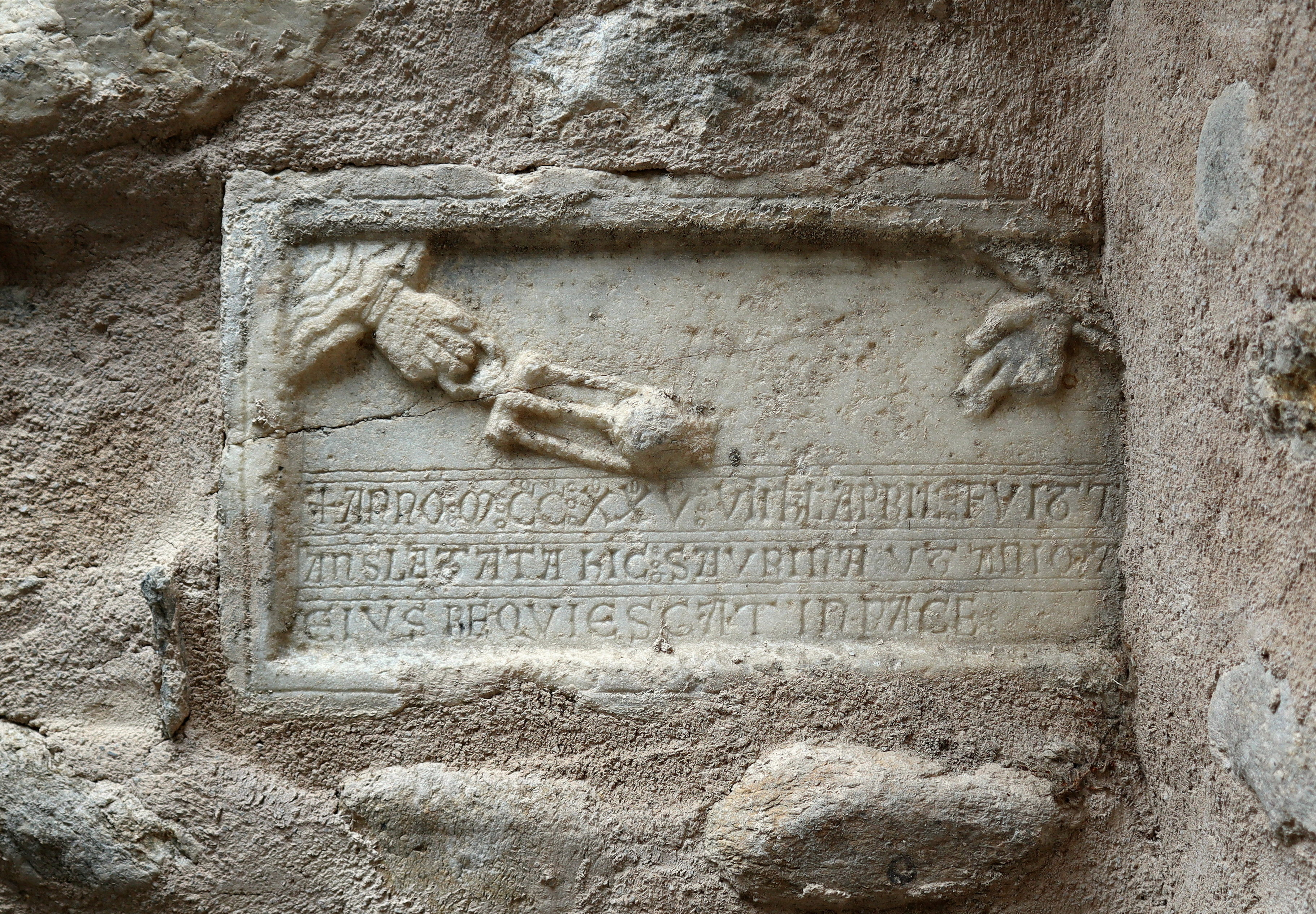
Dalle funéraire en marbre (1225) à l'Église Saint-Jean
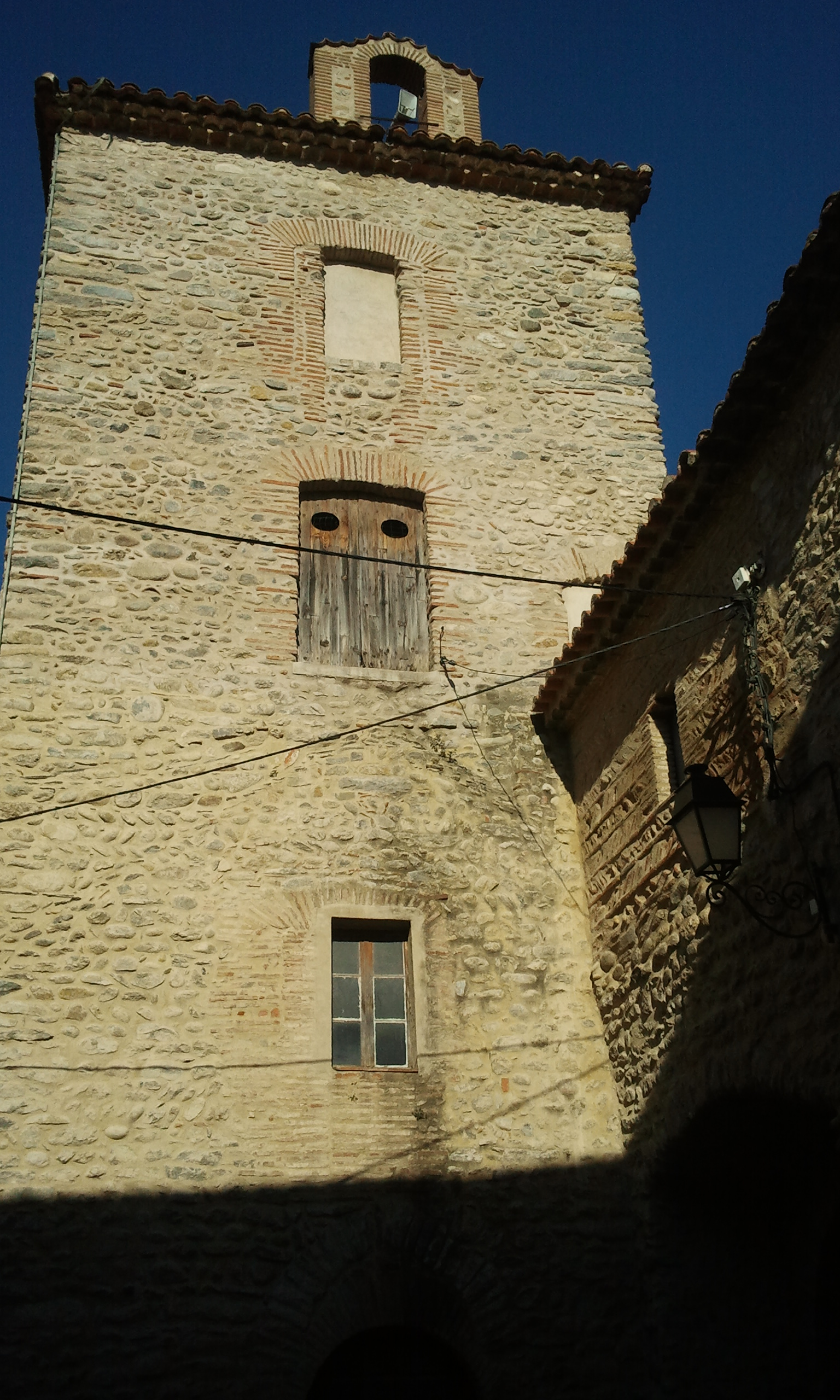
Église du château de Saint-Jean-Pla-de-Corts
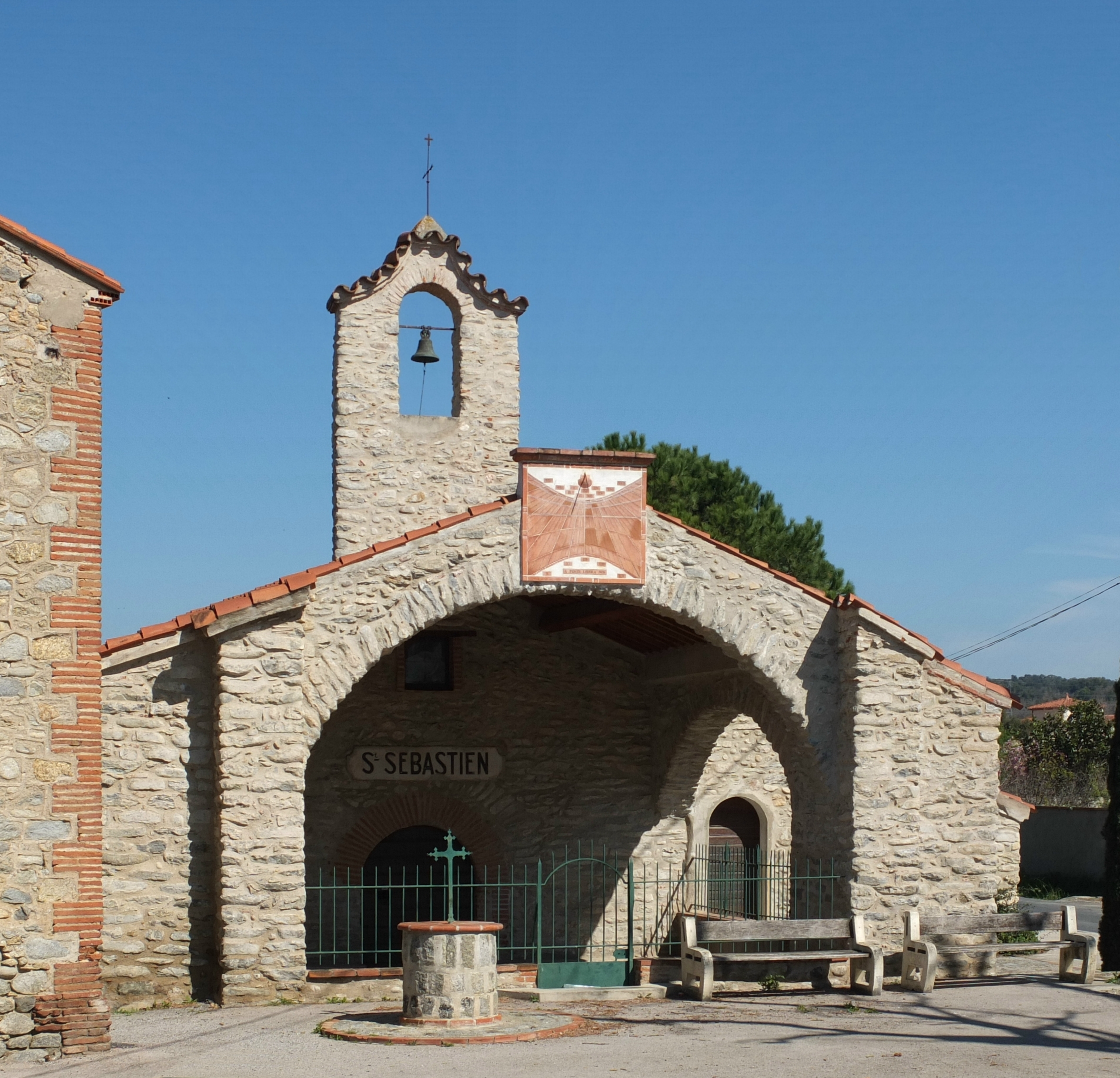
La chapelle Saint-Sébastien
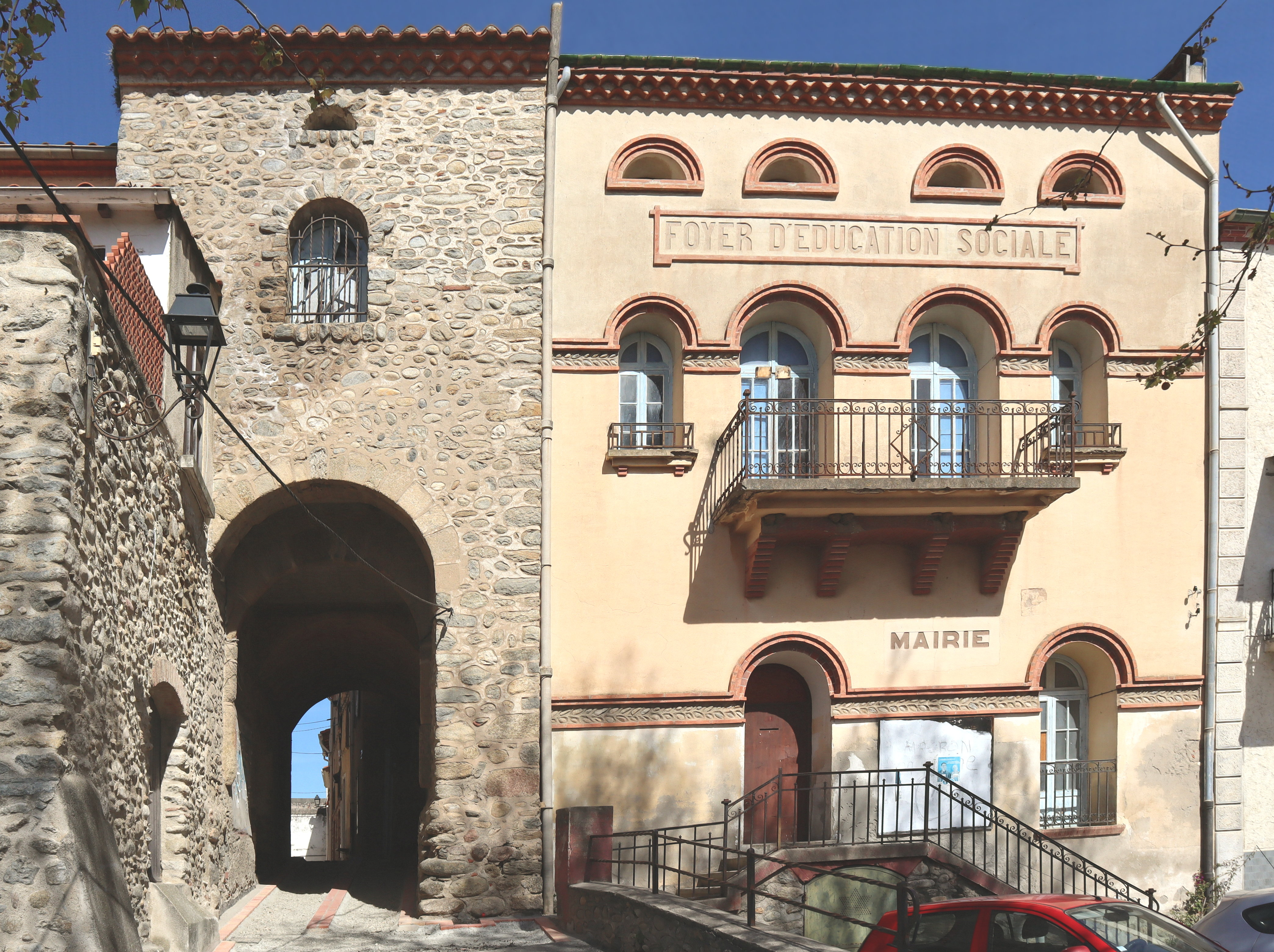
Porte sud et ancienne mairie, rue du Château

### Patrimoine environnemental
La commune de Saint-Jean est réputée pour son lac. Il s'agit en fait de deux lacs aux utilisations distinctes mais très proches l'un de l'autre.
Le premier lac est consacré aux activités familiales allant de la grimpe d'arbres à la baignade tandis que le deuxième est réservé à la pêche l'hiver et au wakeboard l'été.

### Personnalités liées à la commune
- Ludovic Massé (1900-1982) : écrivain ayant passé une partie de son enfance à Saint-Jean-Pla-de-Corts.

### Héraldique
| Blason de Saint-Jean-Pla-de-Corts | Blason  | Écartelé: aux 1) et 4) d’or à deux papegais [perroquets] affrontés de gueules, becqués et membrés d'argent, chacun posé sur un perchoir de sable, aux 2) et 3) de gueules à la cloche d'or accompagnée en chef de deux fleurs de lis d'argent. |
| Blason de Saint-Jean-Pla-de-Corts | Détails | Le statut officiel du blason reste à déterminer. |

#### Ouvrages
- Marie-Louise Blangy, Saint-Jean-Pla-de-Corts : Histoire, Prades, Conflent, 1994
- Pierre Cantaloube, Saint Jean Pla de Corts et le Tech, S.l., 2002
- Jean Capeille, La seigneurie de Saint-Jean-Pla-de-Corts (976-1789), Céret, L. Roque, 1903 (BNF 34129002)
- Bruno Segondy, Saint-Jean-Pla-de-Corts et Vivès : Histoire de deux villes fortifiées - ses habitants et ses monuments, Aubagne, Groupe CCEE, 2020, 136 p. (ISBN 978-2-35682-879-8, BNF 46552677).

#### Articles
- Marie-Louise Blangy, « Les mines du Roussillon (Saint-Jean Pla de Corts) », Cahiers de la Rome, no 11,‎ 2002, p. 70-76 (ISSN 1248-1793)
- Pierre Cantaloube, « La barque de Saint-Jean Pla de Corts », Cahiers de la Rome, no 12,‎ 2003, p. 41-44 (ISSN 1248-1793)